# 산도미에시현

산도미에시현의 문장

산도미에시현(폴란드어: Gubernia sandomierska, 러시아어: Сандомирская губерния)은 1837년부터 1844년까지 존재했던 러시아 제국의 폴란드 입헌왕국의 현으로 현도는 라돔이다. 1844년 키엘체현과 함께 라돔현에 합병되면서 폐지되었다.